# Juraj Slota
Juraj Slota (Slotta) (24. března 1819, Rajec – 4. října 1882, Leopoldov) byl uherský publicista, redaktor, básník, pedagog a římskokatolický kněz.

## Životopis
Narodil se v Rajci v Habsburské monarchii (na území dnešního Slovenska) rodičům Janu a Marii (rozené Vítkové) roku 1819. Juraj měl celkem 9 sourozenců, z nichž pouze sestra Marie zůstala na živu. Když bylo Jurajovi 11 měsíců zemřel mu otec při pádu z koně. Matka se znovu provdala za vdovce Jana Gyurjana.
Po ukončení studií na gymnáziu v Žilině a Bratislavě studoval teologii v Brně. Čerstvě po vysvěcení byl roku 1842 v srpnu ustanoven jako kooperátor v Moutnicích. Do obce přijel před císařskými hody koncem srpna. Při té příležitosti popsal vzhled moutnického kroje.
"Kroj lidu tamního líbil se mu velice, obzvláště mužští v dlouhých kožiších, žlutých, pod koleny přaskami spjatých koženicích, vysokých botách a vysokých srstnatých čepicích na hlavě."
Jeho působení v Moutnicích se neomezovalo pouze na službu v kostele a ve škole. Půjčoval knihy, mládež učil národním písním, psal básně a kázání. V Moutnicích sepsal Zrcadlo Maličkých. Slota přednesl vlasteneckou báseň Strašní se se všech stran vichrové zdvíhají k poctě šaratického faráře Bernarda Špačka. Ten si ho kvůli tomu velmi oblíbil a požádal biskupa, aby ho dostal za kaplana. Do Šaratic nastoupil Slota v roce 1845. Stařičký kněz po půl roce zemřel a Slota se stal administrátorem šaratické farnosti.

## Dílo
- Veliké poselství kněze katolického
- Zrcadlo maličkých
- Jiřího Sloty Rajeckého Básnické spisy